# Саутов, Иван Петрович
Иван Петрович Саутов (16 сентября 1947, Таллин, Эстонская ССР, СССР — 1 августа 2008, Финляндия) — директор Государственного музея-заповедника «Царское Село» с 1987 года до конца жизни. Заслуженный работник культуры Российской Федерации (1993)

## Биография
В 1974 году окончил Ленинградский инженерно-строительный институт по специальности «архитектор». Возглавлял Государственную инспекцию по охране памятников Санкт-Петербурга.
С 1987 года до последнего дня Саутов работал директором Государственного музея-заповедника «Царское Село». Среди главных достижений, связанных с его работой в музее  — открытие Александровского дворца, восстановление комплекса «Китайская деревня», воссоздание Янтарной комнаты Екатерининского дворца, продолжение работ по реставрации интерьеров Золотой анфилады Екатерининского дворца.
Важнейшим делом И.П. Саутова стала реализация проекта восстановления Янтарной комнаты Екатерининского дворца в  1999-2003г., где он выступал как архитектор и как руководитель международного проекта восстановления Янтарной комнаты.
Его называли одним из самых харизматичных музейщиков - без него восстановление многих памятников было бы просто невозможным. В книге воспоминаний о И. Саутове приводятся слова Ларисы Бардовской, хранителя фонда живописи музея-заповедника, на протяжении многих лет – главного хранителя музея:
Я считаю, что огромная заслуга Ивана Петровича состоит в том, что он привлек внимание мировой общественности к Царскому Селу. До Саутова музей был одним из многих, а стал из многих – одним. Этот человек наметил будущее Царского Села, каким оно должно быть, вернув сюда светскую жизнь, сделав его российским брендом. Музей снова стал Дворцом, потому что Иван Петрович вернул музею ту функцию, которую никто другой не смог бы вернуть.Лариса Бардовская, главный хранитель музея-заповедника Царское село
Был консультантом по эпохе на фильме Николая Бурляева «Лермонтов».
Снимался в роли генерала Рузского в фильме «Романовы. Венценосная семья».
Помогал в съёмках фильма Александра Сокурова «Русский ковчег» про Эрмитаж.

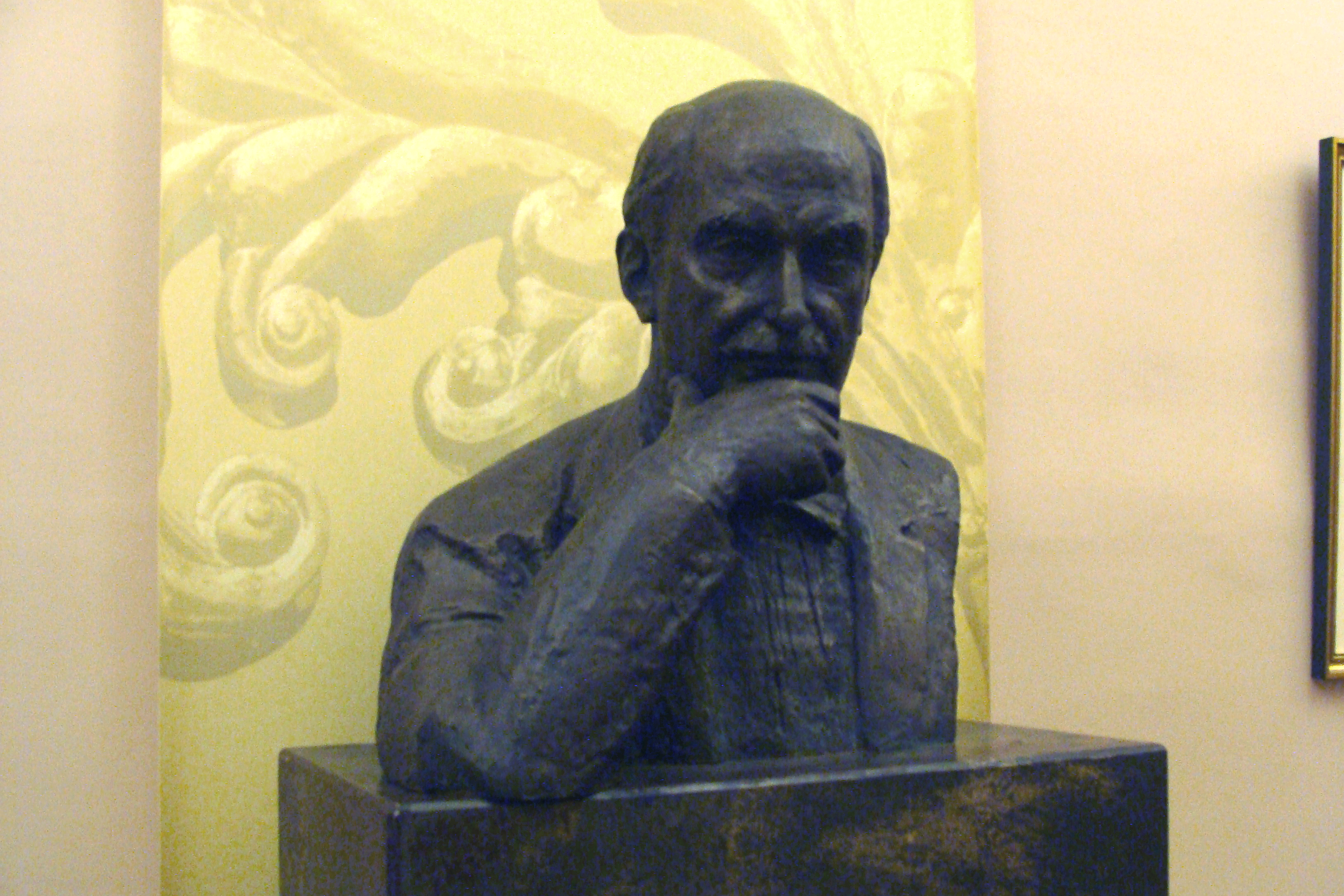
Бюст Ивана П. Саутова на выставке в Екатеринском Дворце, Царское Село; фот. Ивонна Новицка

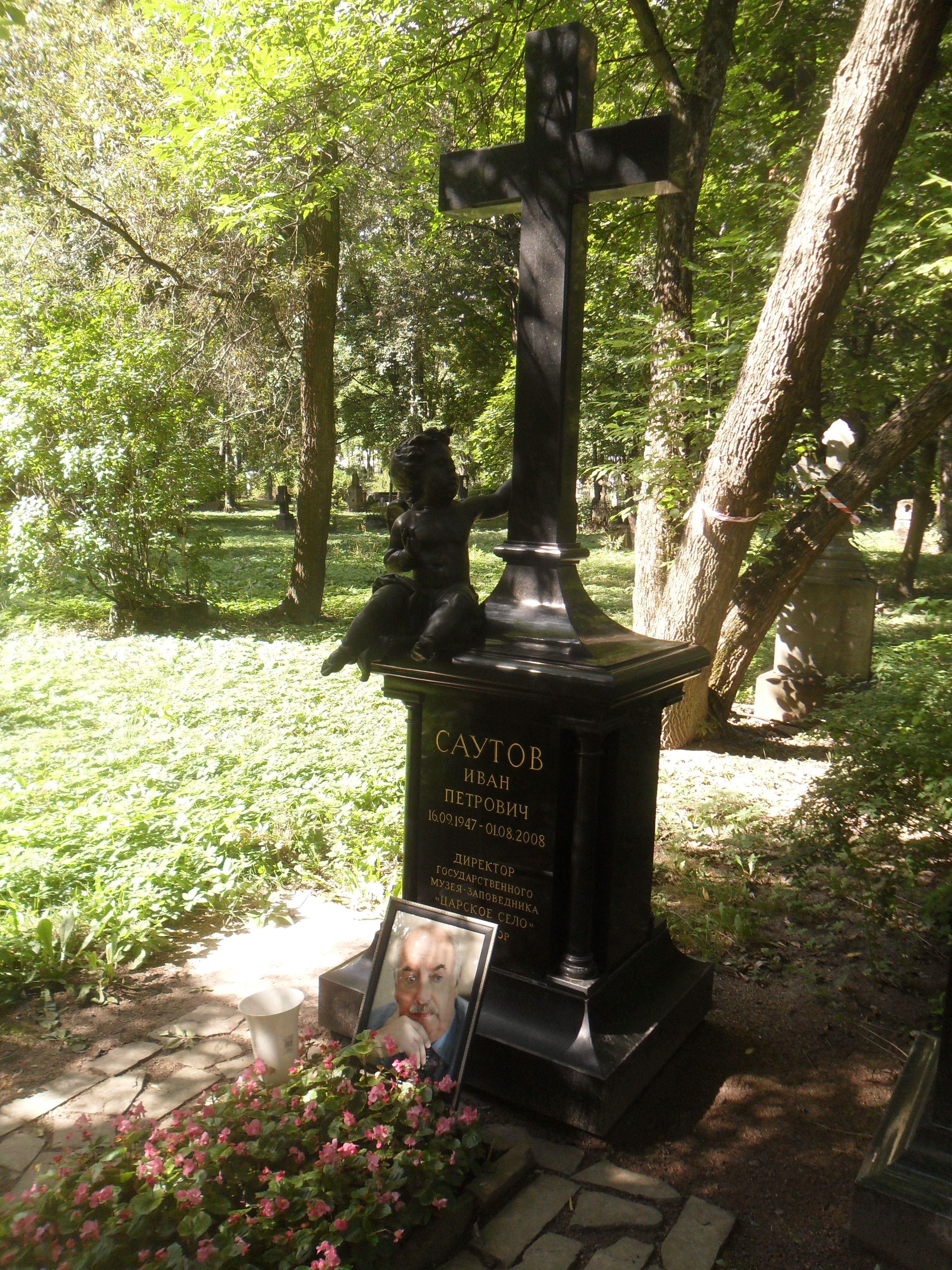
Могила Саутова на Литераторских мостках в Санкт-Петербурге.

Умер 1 августа 2008 года в Финляндии, где отдыхал с семьёй. Причиной смерти стал сердечный приступ. Похоронен на Литераторских мостках.

## Награды и звания
- Орден «За заслуги перед Отечеством» IV степени (28 декабря 2006 года) — за большой вклад в развитие музейного дела и сохранение отечественного историко-культурного наследия[4].
- Орден Дружбы (17 марта 1997 года) — за заслуги перед государством и большой вклад в развитие отечественного музейного дела[5].
- Заслуженный работник культуры Российской Федерации (28 октября 1993 года) — за заслуги в области культуры и многолетнюю плодотворную работу[6].
- Премия Правительства Российской Федерации в области культуры (14 декабря 2006 года) — за воссоздание произведения декоративно-прикладного искусства «Янтарная комната»[7].
- Благодарность Президента Российской Федерации (6 декабря 2007 года) — за большой вклад в развитие музейного дела и сохранение культурного наследия[8].
- Благодарность Министра культуры Российской Федерации (22 декабря 2003 года) — в связи с успешным завершением VI конференции Министров культуры государств Балтийского моря (1-3 декабря 2003 года, г. Санкт-Петербург)[9]

## Память
В 2024 году именем Ивана Саутова названа улица в Пушкине, которая идёт от Госпитального переулка до Гвардейского бульвара.
В 2017 году в школе N321 Центрального района Санкт-Петербурга, где Иван Саутов учился с 1-го по 8-й класс с 1955 по 1963 годы, установлена мемориальная доска.
В 2009 году, к годовщине смерти И.П. Саутова, ГМЗ Царское село выпустил книгу «Искренне наш Иван Саутов» .

## Цикл документальных фильмов Поедем в Царское село
Авторская программа директора Государственного музея-заповедника "Царское Село" Ивана Петровича Саутова.
Саутов, Иван. Поедем в Царское село // Смотрим. ру : видео. — 2005. — Цикл документальных фильмов.